# Tapiola (stacja metra)
Tapiola (szw. Hagalund) – stacja metra helsińskiego znajdująca się w dzielnicy Tapiola, na terenie Espoo. 
Stację otwarto 18 listopada 2017, w ramach budowy tzw. Länsimetro.